# Margaret Harris
Pour les articles homonymes, voir Harris.
Margaret Harris, OBE (28 mai 1904 - 10 mai 2000) est une costumière et scénographe britannique.
Elle reçoit le Tony Award des meilleurs costumes en 1958 pour The First Gentleman et en 1961 pour Becket et le Society of London Theatre Special Award en 1997 pour sa carrière.
Avec Sophie Harris et Elizabeth Montgomery Wilmot, elle forme le Motley Theatre Design Group.